# Laurencia
Laurencia é um género de algas vermelhas (Rhodophyceae) pertencente à família Rhodomelaceae com distribuição natural nas regiões costeiras das regiões tropicais a temperadas de todos os oceanos.

## Taxonomia
Algumas das espécies mais comuns de Laurencia são:
- Laurencia nidifica,[2] uma espécie invasora no arquipélago do Hawai;
- Laurencia brongniartii, espécie presente nos bancos de Protea;
- Laurencia complanata, a espécie conhecida por hluleka;
- Laurencia flexuosa, de False Bay;
- Laurencia glomerata, de Port Nolloth e Melkbosstrand;
- Laurencia natalensis, distribuída desde Pearly Beach até Agulhas;
- Laurencia obtusa, de Cape Hangklip;
- Laurencia peninsularis, endémica de False Bay;
- Laurencia pumila, espécie amplamente distribuída desde Tsitsikamma até Moçambique.